# Amefuri-kozō

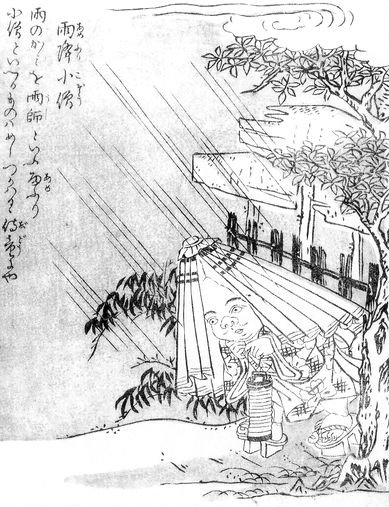
Ein Amefuri-kozō, wie er in Sekiens Konjaku Gazu Zoku Hyakki erscheint.

Der Amefuri-kozō (雨降小僧; „Platzregen-Junge“) ist ein fiktives Wesen der japanischen Folklore aus der Gruppe der Yōkai (妖怪; „Dämonen“) und Yūrei (幽霊; „Gespenster“). Er gilt als harmlos und sein Erscheinen soll Regen ankündigen.

## Beschreibung
Der Amefuri-kozō soll als etwa neun Jahre alter Junge in einem langen Kimono und mit Getas erscheinen. Auf seinem kahlen Kopf trägt er ein großes, zusammengeklapptes Regenschirmdach aus Reisstroh oder dünnem Bambus wie eine Kapuze, sodass sein Gesicht teilweise verdeckt ist. Er sieht dann mehr wie ein wandelnder Regenschirm aus. Oft trage der Amefuri-kozō eine kleine Laterne mit sich herum. Wenn er sie schüttele, fange es meistens an zu regnen. In der Folklore wird er als Diener und/oder Adept höherer Yōkai und/oder Kami beschrieben, denen er bei strömendem Regen den Regenschirm hält und den Weg leuchtet. Er werde oft nicht gut behandelt, einzig Yōkai wie Kitsune seien nett zu ihm. Gegenüber Menschen soll er sehr scheu und zurückhaltend sein. Er werde nur böse, wenn man versuche, ihm die Kapuze wegzunehmen. Dann schüttele er die Laterne und lasse es über dem Kopf des Übeltäters regnen. Weglaufen sei zwecklos: der Regen folge dem Opfer unerbittlich bis zur Haustür.

## Hintergründe
Seit der Muromachi-Zeit und der Azuchi-Momoyama-Zeit (beide 17. Jahrhundert) werden Folkloren um Yōkai überliefert, die als Jidō (侍童; wörtl. „Adept“, „Schüler“) höherer Yōkai und Kami erscheinen. Dazu zählen unter anderem der Hitotsume-kozō (一つ目小僧; „Einäugiger Junge“) und der Tōfu-kozō (雨降小僧; „Tofu-Junge“). Im Konjaku Gazu Zoku Hyakki (今昔画図続百鬼; „Bilderbuch der 100 Dämonen von einst und jetzt“) von Toriyama Sekien aus dem Jahr 1779 wird der Amefuri-kozō als Jidō eines Regengottes beschrieben. In dem Werk Tōhoku kaidan no tabi (東北怪談の旅; „Geistergeschichten aus Tōhoku“) von Yamada Norio aus dem Jahr 1974 heißt es, der Amefuri-kozō lasse es gerne regnen, um die Hochzeiten bestimmter Yōkai und Oni zu segnen. Diese Überlieferung stamme aus der Präfektur Iwate.